# Пам'ятки історії Первомайського району (Крим)
У Первомайському районі Криму нараховується 22 пам'ятки історії, всі — місцевого значення.
| № п/п | Обліковий номер | Найменування пам'ятника                                                                               | адреса / розташування                                                                          | Рішення про взяття на облік     | фото |
| ----- | --------------- | --- | ---------------------------------------------------------------------------------------------- | ------------------------------- | ---- |
| 1     | 1434            | Братська могила радянських воїнів, 1941—1944 рр.                                                      | Первомайська п/р, п. Первомайське, в центрі селища, поряд з готелем                            | Рішення КО від 05.09.1969 № 595 |      |
| 2     | 2437            | Пам'ятник В. І. Леніну. Дата споруди: 1977 р.                                                         | Первомайська п/р, п. Первомайське, напроти будівлі виконкому районної Ради                     | Рішення КО від 15.01.1980 № 16  |      |
| 3     | 1435            | Братська могила радянських воїнів, 1941 р.                                                            | Первомайська п/р, с. Пшеничне, на цивільному кладовищі                                         | Рішення КО від 05.09.1969 № 595 |      |
| 4     | 3113            | Пам'ятний знак на честь воїнів-односельців, полеглих на фронтах ВВВ. Дата споруди: 09.05.1984 р.      | Абрикосівська с/р, с. Абрикосово                                                               | Рішення КО від 15.04.1986 № 164 |      |
| 5     | 1441            | Братська могила радянських воїнів, 1941 р.                                                            | Гвардійський с/с, с. Братське, у дворі дитячого садка                                          | Рішення КО від 05.09.1969 № 595 |      |
| 6     | 1442            | Братська могила радянських воїнів, 1944 р.                                                            | Гвардійський с/с, с. Гвардійське, поблизу школи                                                | Рішення КО від 05.09.1969 № 595 |      |
| 7     | 1447            | Пам'ятник В. І. Леніну. Дата події: 1870—1924 рр. Дата споруди: 1968 р.                               | Гвардійський с/с, с. Гвардійське, сквер біля Будинку культури                                  | Рішення КО від 05.09.1969 № 595 |      |
| 8     | 1436            | Братська могила радянських воїнів, жовтень 1941 р., перепоховання в 1975 р.                           | Гришинського с/с, с. Гришине, в північній частині села                                         | Рішення КО від 05.09.1969 № 595 |      |
| 9     | 2302            | Пам'ятник В. І. Леніну. Дата споруди: 1960-ті рр.                                                     | Гришинського с/с, с. Гришине, у контори радгоспу                                               | Рішення КО від 15.01.1980 № 16  |      |
| 10    | 1437            | Братська могила радянських воїнів, квітень 1944 р., перепоховання в 1975 р.                           | Калінінський с/с, с. Калініно, поблизу школи                                                   | Рішення КО від 05.09.1969 № 595 |      |
| 11    | 2303            | Пам'ятник С. М. Кірову, 1886—1934 рр.                                                                 | Кормовська с/р, с. Кормове, у школи                                                            | Рішення КО від 15.01.1980 № 16  |      |
| 12    | 1439            | Братська могила радянських воїнів, квітень 1944 р.                                                    | Кормовський з/с, с. Кормове, на сільському кладовищі                                           | Рішення КО від 05.09.1969 № 595 |      |
| 13    | 1443            | Братська могила радянських воїнів, квітень 1944 р.                                                    | Крестьяновська с/р, с. Крестянівка, близько клубу                                              | Рішення КО від 05.09.1969 № 595 |      |
| 14    | 3231            | Пам'ятний знак на місці масової загибелі радянських громадян, 1941—1944 рр.                           | Жовтнева с/р, с. Кам'янка 0,4 км на північний захід від госпдвору                              | Рішення КО від 20.02.1990 № 48  |      |
| 15    | 1440            | Братська могила радянських воїнів, квітень 1944 р.                                                    | Жовтневий с/с, с. Жовтневе в сквері біля Будинку культури                                      | Рішення КО від 05.09.1969 № 595 |      |
| 16    | 3232            | Братська могила жертв фашизму                                                                         | Правдовська с/р, с. Матвіївка, 1,4 км на захід від села                                        | Рішення КО від 20.02.1990 № 48  |      |
| 17    | 2295            | Братська могила радянських воїнів, жовтень 1941 р., квітень 1944 р.                                   | Правдовська с/р, с. Матвіївка, на сільському кладовищі                                         | Рішення КО від 15.01.1980 № 16  |      |
| 18    | 2301            | Пам'ятник В. І. Леніну. Дата споруди: 1960-ті рр.                                                     | Правдовська с/р, с. Правда, біля Будинку культури                                              | Рішення КО від 15.01.1980 № 16  |      |
| 19    | 2296            | Пам'ятний знак на честь воїнів-односельців. Дата споруди: 1970 р.                                     | Степновська с/р, с. Степне, в центрі села                                                      | Рішення КО від 15.01.1980 № 16  |      |
| 20    | 1445            | Братська могила радянських воїнів, жовтень 1941 р.                                                    | Сусанінська с/р, с. Рівне, на сільському кладовищі                                             | Рішення КО від 05.09.1969 № 595 |      |
| 21    | 1444            | Братська могила радянських воїнів. Дата події: жовтень 1941 р., квітень 1944 р. Дата споруди: 1983 р. | Сусанінська с/р, с. Сусанино, на сільському кладовищі                                          | Рішення КО від 05.09.1969 № 595 |      |
| 22    | 3233            | Братська могила жертв фашизму, 1941 р.                                                                | Черновська с/р, с. Свердловське, 500 м на північний схід від села, у північній околиці кар'єра | Рішення КО від 20.02.1990 № 48  |      |